# قاسم صنعوی
قاسم صُنعوی (زاده ۴ آذر ۱۳۱۶ در مشهد) مترجم اهل ایران و سردبیر پیشین مجلهٔ سخن است.

## زندگی‌نامه
قاسم صنعوی در ۴ آذر ۱۳۱۶ در مشهد زاده شد. در ۱۳۴۰، در رشتهٔ زبان و ادبیات فرانسه از دانشکدهٔ ادبیات دانشگاه فردوسی مشهد به کسب لیسانس نایل آمد. سپس در دانشگاه تهران در رشتهٔ حقوق قضایی لیسانس گرفت. او به رغم اشتغال در دادگستری، از رشتهٔ حقوق دل برکند و به کارهای فرهنگی روی آورد؛ از جمله سرپرست کتابخانهٔ وزارت دادگستری، کارشناس روابط فرهنگی، معاون ادارهٔ کل رایزنیها و نمایندگیهای فرهنگی در خارج، مدیرکل همکاریهای فرهنگی و هنری و مدیرکل روابط بین‌الملل وزارت فرهنگ و هنر. صنعوی چند سال نیز سردبیر مجلهٔ سخن و مدیر مسئول ماهنامهٔ رودکی (نشریهٔ فرهنگی و هنری وزارت فرهنگ و هنر) بود.
در شهریور ۱۳۵۸، پس از بازنشستگی، از تهران به مشهد بازگشت و آثاری از زبان فرانسه از جمله کتاب خاطرات و جنس دوم از سیمون دو بوار، نویسندهٔ فمنیست فرانسه ترجمه نمود. از جمله جوایز او جایزه ترجمه برگزیده ادبیات نمایشی برای ترجمه «نیکومد» اثر پیر کورنی است.

## آثار
صُنعوی ترجمه بیش از صد اثر ادبی و تاریخی را در کارنامهٔ خود دارد. رعایت امانت و سعی در انتقال بی‌کم و کاستِ کلام نویسنده در روش ترجمه‌اش کاملاً مشهود است. بعضی از ترجمه‌های او به ترتیب انتشار عبارتند از:
- گدایان معجزه از کنستان ویرژیل گئورگیو
- نکراسوف از ژان‌پل سارتر
- ایوان مخوف از سرگئی آیزن اشتاین
- درخت زیبای من، خورشید را بیدار کنیم از ژوزه مائورو ده واسکونسلوس
- فاتحان از آندره مالرو
- جنس دوم در دو جلد و خاطرات در چهار جلد از سیمون دوبووار
- پان، رازها، میوه‌های زمین و رُزا از کنوت هامسون[۴]
- آوریل شکسته و چه کسی دورونتین را باز کرد از اسماعیل کاداره
- عباس میرزا از امینه پاکروان
- پانزده سال دارم و نمی‌خواهم بمیرم از کریستین آرنوتی
- ارتش سایه‌ها از ژوزف کسل
- چشم‌انداز تئاتر در قرن بیستم از لوئی مینیون
- یونانیان و بربرها - ده جلد از چهارده جلد – از امیرمهدی بدیع
- انجیل‌های من از اریک امانوئل اشمیت
- نانون از ژرژ ساند
- ژوزف بالسامو از الکساندر دوما
- شهر پولاد از ژول ورن
- خلوتکده از ژان‌پل سارتر
- نیکومد از کورنی
- جشن بی‌معنایی از میلان کوندرا
- مگره خشمگین می‌شود از یانیس ریستوس
- با آهنگ باران از ژان راسین
- مگس‌ها از ژان‌پل سارتر
- دستهای آلوده از ژان‌پل سارتر
- مهرداد از راسین
- مرگ یک کندودار از لاری گوستافسون
- تدفین مادربزرگ از گابریل گارسیامارکز
- شام زیر درختان بلوط و داستان‌های دیگر از نویسندگان فرانسه‏‫، از آندره موروا و دیگران(انتشارات دوستان)
- سیری در شعر جهان در سه جلد. نشر چلچله